# Capucin de Hunstein
Lonchura hunsteini
Espèce
Statut de conservation UICN

 LC  : Préoccupation mineure
Le Capucin de Hunstein (Lonchura hunsteini) est une espèce de passereau appartenant à la famille des Estrildidae.

## Répartition
L'espèce comporte deux sous-espèces : L. h. hunsteini que l'on trouve en Nouvelle-Irlande et L. h. nigerrima en Nouvelle-Hanovre, deux îles de l'archipel Bismarck.

## Habitat
Il habite les prairies sèches en plaine.